# Oleg Dmitrijewitsch Baklanow

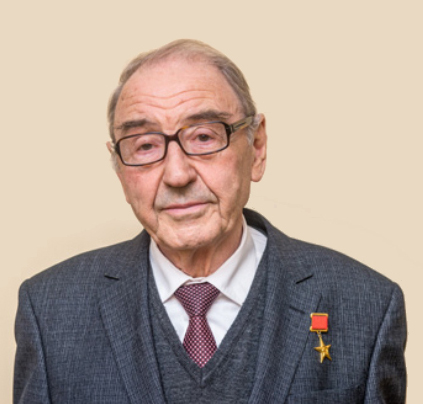
Oleg Dmitrijewitsch Baklanow

Oleg Dmitrijewitsch Baklanow (russisch Олег Дмитриевич Бакланов; * 17. März 1932 in Charkiw, Ukrainische SSR; † 28. Juli 2021) war ein sowjetischer Politiker und Funktionär in Regierung und Industrie.
Er war von 1988 bis 1991 Sekretär des ZK der KPdSU, verantwortlich für Aufgaben der Landesverteidigung. Während des Augustputsches in Moskau 1991 gegen Michail Gorbatschow war er eines der Mitglieder der Putschistengruppe Staatskomitee für den Ausnahmezustand.
Im Jahr 1976 erhielt er den Titel Held der sozialistischen Arbeit sowie den Leninorden und 1982 den Leninpreis.